# ZPU (cannone)
La ZPU, in caratteri cirillici ЗПУ, è stata un'arma progettata in Unione Sovietica, indicata come mitragliatrice pesante oppure come autocannone calibro 14,5 × 114 mm. Montata su affusto a canna singola (ZPU-1), oppure a due o a quattro canne (rispettivamente,  ZPU-2 e ZPU-4), è stata impiegata per la prima volta durante la seconda guerra mondiale come arma contraerea.
Dopo il termine del conflitto entrò nell'arsenale di molti membri del Patto di Varsavia e di vari paesi filosovietici, rimanendo in servizio fino al primo decennio del XXI secolo.

## Utilizzatori
(lista parziale)
 Germania Est
- Nationale Volksarmee

 Unione Sovietica
 Corea del Nord
- Armata Popolare Coreana
- Kim Jong-un